# Everhard I van der Mark
Everhard I van der Mark (ca. 1255 – 1308) was de enige zoon van graaf Engelbert I van der Mark uit zijn eerste huwelijk met Cunigonde van Blieskastel. Hij volgde zijn vader op als graaf van Mark.

## Leven
In 1277 ontvoerde graaf Herman van Loon in de omgeving van Tecklenburg graaf Engelbert I van der Mark en sloot hem op in het kasteel Bredevoort, waar hij door een hartaanval kwam te overlijden. In 1278 nam Everhard wraak en viel Bredevoort aan, ondanks de onmiddellijke overdracht van het gebalsemde stoffelijke overschot van de graaf. Dat deed hij zo vastberaden dat de belegerden 's nachts de stad heimelijk verlieten.
Everhard koos partij tegen de aartsbisschop van Keulen en na de Slag bij Woeringen in 1288 wees hij het leenheerschap van Keulen over de Mark af. Hij verwierf Brakel, Westhofen en Elmenhorst (bij Dortmund) en de voogdij over het vrouwenklooster van Essen.

## Huwelijken en kinderen
Everhard was getrouwd met:
- Irmgard van Berg (-1294), dochter van graaf Adolf IV van Berg
- Maria van Loon, dochter van graaf Arnold V van Loon, en werd vader van:
  - Margaretha, in 1299 gehuwd met graaf Gerard van Katzenelnbogen (-1312)
  - Cunigonde, in 1320 gehuwd met graaf Diederik van Heinsberg (-1361)
  - Irmgard
  - Koenraad, heer te Hörde (-1353), gehuwd met Elisabeth van Kleef. Zij was de dochter van Diederik Loef II graaf van Hülchrath (-1361) en Lisa van Virneburg. Diederik Loef II was een zoon van Diederik VII van Kleef.
  - Engelbert II (1275-1328)
  - Catharina, abdis van Fröndenberg
  - Adolf II van der Mark, prins-bisschop van Luik (-1344)
  - Richarda, gehuwd met graaf Johan III van Reifferscheidt-Bedburg
  - Johanna, gehuwd met graaf Filips IV van Reifferscheidt-Wildenberg
  - Engelbert I, heer te Loverdal